# European Young Chemists’ Network
Az Európai Fiatal Kémikusok Hálózata (EYCN) az Európai Kémiai Társaság (EuChemS) fiatalok számára létrehozott csoportja, ami olyan 35 év alatti vegyészeket fog össze, akik valamelyik európai társegyesülethez tartoznak. 
Az EYCN-t 2006-ban alapították. Az EuChemS-en belül az EYCN létrehozásának ötlete a fiatal tudósok európai összejövetelein vetődött fel. 2006. augusztus 31-én Budapesten a 1st European Chemistry Congress (ECC) konferencia során megszületett az „Az EYCN szándékai, feladatai és céljai” című dokumentum.  
2007 márciusában Jens Breffke (Németország) és Janáky Csaba (Magyarország) felkérte az összes egyesületet, hogy delegálják a fiatal képviselőiket Berlinbe, az EYCN szabályzatának megalkotása érdekében, amit később az EuChemS Végrehajtó Bizottsága megerősített. Az Európai Kémikus Egyesület keretein belül az EYCN a fiatal kémikusokat megszólítva mindenkit arra ösztönöz, hogy tudását, tapasztalatait és ötleteit ossza meg másokkal.
Az EYCN-nek négy osztálya van (tagsági, hálózati, tudományos és kommunikációs ügyek osztálya), amelyek egyedi feladatokat látnak el és mindegyiket egy vezető irányít. Az EuChemS egyik legaktívabb csoportjaként az EYCN fő célja a diákok mentorálása, fiatal kutatók és kezdő szakemberek támogatása és különböző díjakkal történő elismerése (a legjobb poszter és a legjobb szóbeli előadások, az Európai Fiatal Kémikus Díj - EYCA), csereprogram ösztöndíjak biztosítása (Young Chemists Crossing Borders - YCCB program) és oktatási rendezvények elősegítése (konferenciák, karriernapok és készségfejlesztő szimpóziumok).
Fontos megemlíteni, hogy az EYCN sikeresen együttműködik más fiatal kémikus hálózatokkal Európában és azon túl is. Különösen gyümölcsöző együttműködést alakított ki az American Chemical Society - Younger Chemists bizottsággal (ACS-YCC) és aktívan együttműködik a Nemzetközi Fiatal Kémikusok Hálózattal (IYCN) is.
Az EuChemS pénzügyi támogatása mellett az EYCN-t évek óta az EVONIK Industries támogatja.